# I hear you knocking
I hear you knocking is een lied geschreven door Dave Bartholomew en Earl King alias Pearl King. De originele stijl van het lied is rhythm and blues. Degene die het het eerst uitgaf was Smiley Lewis. Daarna volgde een dertigtal artiesten, uiteenlopend van Connie Francis tot Shakin' Stevens en van Billy Swan tot Status Quo. Er is een Franse versie bekend onder de titel J’aimerais tant frapper.
De zinsnede I hear you knocking was destijds al niet echt origineel. Van oudere leeftijd zijn onder meer Keep a knocking, You can't come in en Keep on knocking.

## Smiley Lewis
Smiley Lewis maakte samen met Fats Domino, Lloyd Price, Professor Longhair en Dave Bartholomew deel uit van de scene van New Orleans rhythm and blues. Hij nam I hear you knocking in 1955 op in de J&M geluidsstudio in New Orleans op. Bartholomew zat zelf achter de knoppen als muziekproducent. De versie van Smiley Lewis is een twaalf-maten-blues. Huey Smith bespeelde daarbij de pianopartij vol met triolen. Die triolen waren een handelsmerk van Fats Domino, die dan ook even later (1961) het lied ook opnam.
Smiley haalde de tweede plaats in de Billboard rhythm and blues-lijst. Hij werd op de hielen gezeten door zangeres/actrice Gale Storm, die in de Billboard Hot 100 in achttien weken een tweede plaats als hoogste notering haalde. Fats Domino kwam niet verder dan plaats 67 in die hitlijst.

## Dave Edmunds
I hear you knocking werd de debuutsingle van Dave Edmunds. Het is dan oktober 1970. De piano is dan grotendeels vervangen door de gitaar. Edmunds had er een grote hit mee aan beide kanten van de Atlantische Oceaan. Zowel in het Verenigd Koninkrijk als in de Verenigde Staten werd het een grote hit.

## Hitnotering
In de Billboard Hot 100 stond het twaalf weken genoteerd met als hoogste notering plaats 4. In de UK Singles Chart stond het veertien weken genoteerd waarvan zes weken op nummer 1.

### Nederlandse Top 40
| Positie: | 26 | 26 | 14 | 8 | 5 | 4 | 5 | 10 | 19 | 38 | uit |

### NederlandseHilversum 3 Top 30
| Positie: | 26 | 18 | 11 | 8 | 4 | 5 | 6 | 7 | 11 | 20 | uit |

### BelgischeBRT Top 30
| Positie: | 11 | 4 | 4 | 4 | 4 | 2 | 3 | 4 | 7 | 15 | 26 | uit |

### Voorloper VlaamseUltratop 30
| Positie: | 30 | 15 | 11 | 9 | 8 | 7 | 6 | 5 | 4 | 5 | 10 | 18 | uit |

### NPO Radio 2 Top 2000
| Nummer met noteringen in de NPO Radio 2 Top 2000 | '99  | '00  |
| ------------------------------------------------ | ---- | ---- |
| I Hear You Knocking                              | 1945 | 1772 |

1. ↑  Een vetgedrukt getal geeft de hoogste notering aan.
2. ↑  Deze tabel is bijgewerkt tot en met de laatste editie (2024).